# Ван Кунь
Ван Кунь (кит.: 王昆; пиньинь: Wáng Kūn; палладий: Ван Кунь; 1925—2014) — китайская певица и актриса, специализирующаяся на революционных песнях. Хорошо известна своими интерпретациями таких песен, как «Наньнивань» (1943).

## Биография
Родилась в 1925 году в уезде Тансянь провинции Хэбэй. В 1940-х присоединилась к труппе Народно-освободительной армии. В 1945 сыграла ведущую роль в опере «Седая девушка», созданной авторским коллективом Академии им. Лу Синя (延安鲁艺戏剧音乐系), и также выступала в других драмах.
Наряду с её современницей Го Ланьин входила в число первого поколения китайских певцов, обучавшихся за границей. После Гражданской войны продолжила изучать музыку в Советском Союзе. В 1945 году поступила в Центральную Консерваторию, чтобы продолжить образование. Позже управляла ансамблем Восточной Песни и Танца (东方歌舞团艺委).
Также была участницей комитета четвёртой сессии Китайской Культурной Федерации (中国文联第) и Ассоциации Музыкантов Китая. Участвовала в записи мюзикла Алеет Восток.
Вокальный стиль Ван использует китайские народные традиции, но её яркий тембр и связное вибрато показывают также заимствования от стиля бельканто. Помимо «Наньнивань», её известные записи включают песни «Радость эмансипации» (翻身道情), «Осенний урожай» (秋收), и «Объединение крестьян» (农友歌).
Среди известных студентов Ван Чэн Фаньюйань, Ли Линьюй, и Ай Цзин. В сентябре 2005 она была приглашена Китайской Художественной Академией (中国艺术研究院). 9 августа 2009 она выступала со своими студентами на концерте, ознаменовывающем её 70-летнюю карьеру, организованный китайским Министерством Культуры и Китайской Федерацией Литературных и Художественных Кругов (中国文学艺术界联合会). Китайский Премьер-министр Вэнь Цзябао послал поздравительное письмо на шоу.
Умерла 21 ноября 2014 года.

### Видео
- «Объединение крестьян», 1964.
- «Наньнивань», 2009.
- «Вязание хлопка», 2009.